# Vous m'emmerdez !
Albums de Les Ogres de Barback
Pitt Ocha et la tisane de couleurs
(2013) Amours grises & colères rouges
(2019)
Vous m'emmerdez ! est le 15e album des Ogres de Barback, sorti en France le 26 mars 2014.

## Titres
| No  | Titre                                         | Durée |
| --- | --------------------------------------------- | ----- |
| 1.  | Carlos Mervil                                 | 03:14 |
| 2.  | Pages de ma vie                               | 03:51 |
| 3.  | Crache (avec les têtes raides)                | 02:51 |
| 4.  | Ohm                                           | 03:01 |
| 5.  | Vous m'emmerdez !                             | 03:00 |
| 6.  | Murabeho Imana                                | 04:19 |
| 7.  | Expression de sentiments                      | 03:03 |
| 8.  | Condkoï                                       | 03:37 |
| 9.  | Morsure de mots                               | 02:02 |
| 10. | Sacré fils (avec Lo'jo et la Fanfare Eyo'nlé) | 06:15 |
| 11. | À cœur battant                                | 03:41 |
| 12. | Amarisi amari                                 | 03:14 |
| 13. | Sadique et sévère                             | 03:33 |
| 14. | Dos miné                                      | 02:48 |
| 15. | Coups d'poids dans la gueule                  | 02:57 |
| 16. | Ma guinguette préférée                        | 04:27 |